# Diane Valkenburg
Diane Valkenburg (Bergschenhoek, 30 agosto 1984) è una pattinatrice di velocità su ghiaccio olandese.

## Palmarès

### Mondiali completi
- 1 medaglia:
  - 1 argento (Hamar 2013).

### Mondiali distanza singola
- 4 medaglie:
  - 2 ori (inseguimento a squadre a Heerenveen 2012; inseguimento a squadre a Soči 2013);
  - 2 argenti (1500 m, inseguimento a squadre a Inzell 2011).

### Europei
- 1 medaglia:
  - 1 bronzo (Heerenveen 2013).

### Universiadi
- 1 medaglia:
  - 1 oro (inseguimento a squadre a Torino 2007).

### Coppa del Mondo
- Vincitrice della Coppa del Mondo di inseguimento a squadre nel 2011.
- 14 podi (5 individuali, 8 a squadre):
  - 4 vittorie (tutte a squadre);
  - 6 secondi posti (3 individuali, 3 a squadre);
  - 4 terzi posti (3 individuali, 1 a squadre).

#### Coppa del Mondo - vittorie
| Data            | Luogo      | Stato       | Disciplina                                                                |
| --------------- | ---------- | ----------- | ------------------------------------------------------------------------- |
| 9 dicembre 2007 | Heerenveen | Paesi Bassi | Inseguimento a squadre (con Paulien van Deutekom e Renate Groenewold)     |
| 9 novembre 2008 | Berlino    | Germania    | Inseguimento a squadre (con Renate Groenewold e Ireen Wüst)               |
| 30 gennaio 2011 | Mosca      | Russia      | Inseguimento a squadre (con Ireen Wüst e Marrit Leenstra)                 |
| 8 marzo 2013    | Heerenveen | Paesi Bassi | Inseguimento a squadre (con Ireen Wüst, Linda de Vries e Marrit Leenstra) |